# Bernat Capó Plomer
Bernat Capó Plomer (Muro, 20 d'octubre de 1919 – Muro, 11 de febrer de 2000) va ser un ciclista mallorquí que fou professional entre 1945 i 1954. Els seus principals èxits esportius els aconseguí a la Volta a Espanya, on guanyà dues etapes en l'edició de 1950. També aconseguí el campionat d'Espanya de ciclisme en ruta de 1947.
També va assolir gran rellevància en batre el Rècord de l'hora espanyol en pista el 22 de novembre de 1947 al Velòdrom de Tirador de Palma, amb una marca de 42,663 km i superar la marca de Miquel Bover Salom, aconseguida en la mateixa pista el 6 de novembre de 1927.

## Palmarès
- 1945
  - Vencedor d'una etapa al Circuit del Nord
- 1946
  - 1r a la Volta a Burgos i vencedor d'una etapa
  - 1r de la Volta a Mallorca
  - 1r del Campionat de Barcelona
- 1947
  -  Campió d'Espanya
  - 1r de la Volta a Mallorca
  - 1r al Circuit del Sardinero
  - Vencedor d'una etapa del Gran Premi Marca
- 1948
  - 1r de la Volta a Tarragona i vencedor d'una etapa
- 1949
  - 1r del Gran Premi Andalusia
  - Vencedor d'una etapa de la Volta a Catalunya
- 1950
  - Vencedor de 2 etapes a la Volta a Espanya
- 1951
  - Vencedor d'una etapa de la Volta a Catalunya

### Resultats a la Volta a Espanya
- 1945. 8è de la classificació general
- 1948. 3r de la classificació general
- 1950. 7è de la classificació general. Vencedor de 2 etapes

### Resultats al Tour de França
- 1949. Abandona (1a etapa)